# Om tårar vore guld
«Om tårar vore guld» (со швед. — «если бы слёзы были золотыми») — песня шведской певицы Агнеты Фельтског с её третьего сольного альбома «Som jag är», спродюсированного известным в то время шведским рок-музыкантом Little Gerhard (настоящее имя Карл-Герхард Лундквист) и будущим мужем Агнеты, Бьорном Ульвеусом, вместе с которым они образуют половину группы ABBA.
Песня была полностью написана самой Агнетой, в записи трека принял участие оркестр под управлением Свена-Олофа Вальдоффа.
В 1970 году композиция вместе с «Litet solskensbarn» на второй стороне была выпущена как сингл, который занял в шведском радиочарте Svensktoppen третью позицию.